# Raven Alexis
Raven Alexis (Spokane, 26 gennaio 1987 – Las Vegas, 23 marzo 2022) è stata un'attrice pornografica statunitense.

## Biografia
Molto brillante negli studi, si diplomò al liceo a 15 anni e a 18 conseguì la laurea in Amministrazione della Giustizia Penale presso l'università di Boise: lavorò poi occasionalmente come segretaria. Da bambina voleva fare la ballerina ma la carriera fu interrotta da un serio infortunio durante una partita di basket.

## Carriera
Dopo l'università iniziò a posare nuda per un fotografo di Playboy. Entrò nel 2005 nel mondo dell'industria pornografica. Inizialmente lavorò come modella erotica e successivamente ha aperto la Raven Alexis Production, una sua società di produzione di contenuti a luci rosse. Lavorò per la Digital Playground tra il 2009 e il 2010 con un contratto in esclusiva.
L'8 luglio 2011 annunciò il suo ritiro dall'industria pornografica a causa di un cancro metastatico in stato avanzato. Il 27 settembre 2011 fu riportato che in un'intervista la Alexis aveva rivelato di avere un cancro al cervello di quarto stadio. In seguito la notizia si è rivelata falsa. Nel 2013 la Alexis chiuse definitivamente la carriera nell'industria pornografica, dopo aver ottenuto due AVN e un XBIZ Awards oltre a varie nomination.

### Morte
È deceduta il 23 marzo 2022 all'età di 35 anni, in seguito alle complicazioni della malattia di Crohn di cui soffriva da tempo.

## Riconoscimenti
- AVN Awards
  - 2011 – Best All-Girl Group Sex Scene per con Body Heat con Kayden Kross, Jesse Jane, Riley Steele e Katsuni[13]
  - 2011 – Wildest Sex Scene per con Body Heat con Kayden Kross, Jesse Jane, Riley Steele e Katsuni[14]
- XBIZ Awards
  - 2012 – Supporting Acting Performance Of The Year - Female per Top Guns[15]
- Night Moves Awards
  - 2010 – Best New Starlet (Fan Award)[16]

## Filmografia
- Cum Closer 2: Raven Alexis (2009)
- Fucking Machines 6773 (2009)
- Lesbian Seductions 26 (2009)
- Lesbian Triangles 15 (2009)
- No Love Lost (2009)
- Stripped: A Confessional (2009)
- Asslicious 2 (2010)
- Body Heat (2010)
- Desires (2010)
- Fly Girls (2010)
- Glamour Solos 1 (2010)
- Jack's POV 16 (2010)
- Kissing Cousins (2010)
- Nymphomaniac (2010)
- Substitute (2010)
- 2 of a Kind (2011)
- Delphi (2011)
- Every Last Drop 19 (2011)
- Getting In (2011)
- Girlfriend for Hire (2011)
- Graduate XXX (2011)
- Guilty Pleasures 1 (2011)
- Halloween: XXX Porn Parody (2011)
- Men in Pain 6771 (2011)
- My Roommate's a Lesbian 1 (2011)
- Nude Content (2011)
- Official Revenge of the Nerds Parody (2011)
- Orgy: The XXX Championship (2011)
- Sweet Tits (2011)
- This Ain't Ghostbusters XXX (2011)
- Top Guns (2011)
- Watching You 1 (2011)
- Bad Girls 8 (2012)
- My Wife's Hot Friend 12 (2012)
- Private Collection 1 (2012)
- Raven Alexis Unleashed (2012)